# (3442) Yashin
(3442) Yashin est un astéroïde de la ceinture principale.

## Description
(3442) Yashin est un astéroïde de la ceinture principale. Il fut découvert le 2 octobre 1978 à Naoutchnyï par Lioudmila Jouravliova. Il présente une orbite caractérisée par un demi-grand axe de 3,15 UA, une excentricité de 0,14 et une inclinaison de 12,2° par rapport à l'écliptique.

## Compléments